# Tsegaw Ayele
Tsegaw Ayele (en amharique : ፀጋዬ አየለ), né en 1940 à Gondar, est un homme politique et un dirigeant sportif éthiopien.

## Carrière
Tsegaw Ayele est ministre éthiopien des Affaires régionales dans les années 1980. Premier vice-président de l'Association des comités nationaux olympiques d'Afrique, il préside le Comité olympique éthiopien à partir de 1983. 
Il reçoit la médaille d'argent de l'Ordre olympique en 1985. En novembre 1987, il reçoit une médaille d'or et est élu membre à vie du Conseil supérieur du sport en Afrique.